# Ледовская, Татьяна Михайловна
Татья́на Миха́йловна Ледо́вская  (род. 21 мая 1966, Щёкино, Тульская область, РСФСР, СССР) — советская и белорусская легкоатлетка, специализировалась в спринте и барьерном беге. Рекордсменка мира (в команде), чемпионка мира и олимпийская чемпионка. Заслуженный мастер спорта СССР (1988).

## Биография
Родилась в городе Щёкино Тульской области. Начала тренироваться под руководством Анатолия Ивановича Бадуева.
В 1988 году спортсменка, выиграв чемпионат СССР, отобралась в сборную СССР на Олимпийские игры в Сеуле. В финале Игр на дистанции 400 метров с барьерами Татьяна Ледовская лидировала вплоть до последнего метра и только в финишных клетках уступила одну сотую секунды Дебби Флинтоф-Кинг. Ледовской удалось завоевать золото и установить мировой рекорд в эстафете 4×400 метров, где она стартовала на первом этапе.
На чемпионате мира в Токио в 1991 году Татьяна завоевала дубль в эстафете 4×400 и 400 метров с барьерами.
Татьяна Ледовская участвовала в Олимпийских играх 1992 (Объединённая команда) и 1996 (Белоруссия).
Окончила Белорусский государственный институт физической культуры (1991).
Татьяна Ледовская занимала пост генерального секретаря ОО «Белорусская федерация легкой атлетики» и старшего тренера национальной команды.
Награждена Орденом «Знак Почёта».

## Политические взгляды
Подписала открытое письмо спортивных деятелей страны, выступающих за действующую власть Беларуси после жестких подавлений протестов в 2020 году.

## Личные рекорды
- 400 метров с барьерами 53.11 сек — Токио (1991)
- 400 метров 50.93 сек — Ленинград (1988)